# تیم ملی فوتبال زیر ۲۳ سال تایلند
تیم ملی فوتبال زیر ۲۳ سال تایلند (به انگلیسی: Thailand national under-23 football team) تیم فوتبال جوانان کشور تایلند است و زیر نظر فدراسیون فوتبال تایلند فعالیت می‌کند. این تیم نمایندهٔ تایلند در بازی‌های المپیک و بازی‌های آسیایی است.